# 사람과 초인

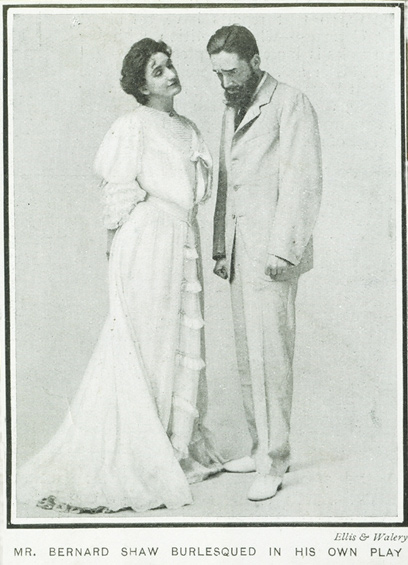

사람과 초인(Man and Superman, 인간과 초인, 1903년)은 희극 4막이다. 조지 버나드 쇼 작으로 <철학적 희극>이란 부제로서 쇼의 생명력인 철학을 주제로 한다. 그는 모성본능이야말로 인류진화의 원천인 생명력의 표현이며 따라서 연애에 있어서는 여성이 사냥꾼이고 남성은 노획물이라 한다. 주인공 존 다나는 앤 위트필드에 쫓기어 강제로 결혼한다는 ‘돈 후안 테노리오’의 현대판이다. 제3막 꿈의 장면은 <지옥의 돈 주앙>으로서 단독적으로 상연되고 있다.
“철학적 희극”이란 부제가 붙은 인간과 초인에서 쇼는 남녀의 삼각 로맨스로부터 “초인”으로 대표되는 니체의 철학 사상을 전개해 나가며 적재적소에 유머와 농담을 배치해 희극의 차원을 한 단계 끌어올린다. 등장인물들의 기지 넘치는 대화, 심도 있는 토론 속에서 자연, 본성이 추동해 나가는 생명력 있는 삶이 이상 사회를 만들어 낸다는 쇼의 오랜 철학적 관점을 발견할 수 있다.
버나드 쇼의 사상이 집약된 이 작품은 극의 구조부터 상황 설정, 극 중 대사까지 고도의 상징성을 함축하고 있다. 게다가 삶과 죽음의 문제, 천국과 지옥의 관계 등 심오한 주제 때문에 다소 난해하게 여겨지기도 한다. 하지만 몰입을 높이는 극적 반전과 재기 넘치는 대사는 독자를 사유의 길로 인도한다. 그리고 앤과 태너의 결합으로 초인(Superman)이 탄생하리라는 결말부의 암시에 이르러 독자는 쇼가 궁극적으로 전하고자 한 진짜 메시지에 닿게 된다.
1905년 영국에서 초연되었던 ＜인간과 초인＞은 런던의 코트극장에서 176회 상연되었다. 참고로 당시 최고의 흥행 기록은 ＜아무도 몰라＞(149회)와 ＜존 불의 다른 섬＞(121회)이었다. 쇼는 ＜인간과 초인＞으로 신세대 지식인들의 우상으로 떠올랐고 이후 10여 년간 그 자리를 지켰다. 그가 20세기 초부터 1차 세계 대전 이후에 이르기까지 젊은이들에게 미친 영향은 웰스나 체스타튼, 벨록, 골즈워디, 베넷 등 당시의 다른 인기 작가들과는 비교가 안 될 만큼 대단했다.

## 줄거리
화이트필드 경이 죽으면서 딸 앤의 후견인으로 로벅 렘스덴과 잭 태너를 지목한다. 완고하고 보수적인 노인 로벅 렘스덴은 자유주의자 태너를 못마땅해하지만 앤 화이트필드는 태너를 자신의 배우자로 낙점한다. 앤과의 사랑은 물론 결혼이라는 제도 자체를 경멸하는 태너의 마음을 돌리기 위해 앤은 갖은 방법으로 그를 유혹한다. 태너는 앤에게서 도망치듯 스페인으로 향했다가 숲에서 산적 떼를 만나 붙잡히는 신세가 된다. 이어지는 꿈속 장면에서는 돈 주안과 석상, 석상의 딸 아나가 등장해 선과 악, 천국과 지옥, 천사와 악마를 주제로 격렬히 토론한다. 꿈에서 깬 태너는 극적으로 앤과 재회하고, 앤은 결혼은 물론 아버지가 태너를 후견인으로 지목하도록 한 것까지, 모두가 앤 자신의 의지였음을 밝히며 태너에게 결혼을 종용한다. 앤의 강력한 의지 앞에 태너도 결국 굴복하고 만다.